# Myosotidium hortensia
Myosotidium hortensia ist die einzige Art der monotypischen Pflanzengattung Myosotidium innerhalb der Familie der Raublattgewächse (Boraginaceae).

## Beschreibung

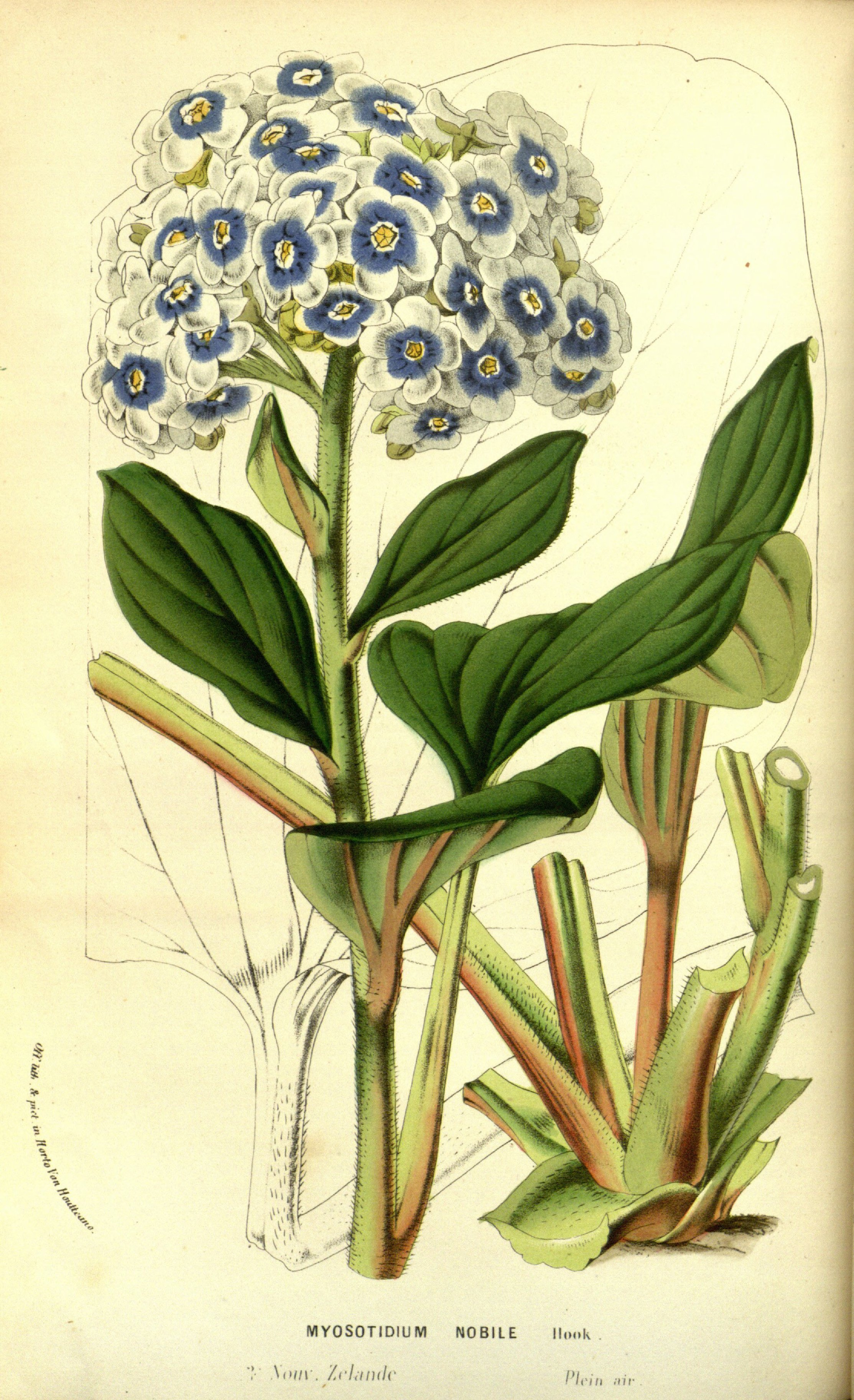
Illustration

### Vegetative Merkmale
Myosotidium hortensia ist eine ausdauernde krautige Pflanze, die eine Wuchshöhe von bis zu 1 Meter erreicht. Sie wächst aus zu größeren Horsten mit bis zu 1 bis 1,5 Meter Durchmesser. Der gedrungene, zylindrische und etwas fleischige Wurzelstock trägt an der Oberfläche zahlreiche Blattnarben.
Die Laubblätter werden mit zunehmendem Alter derber. Die Laubblätter sind in Blattstiel und Blattspreite gegliedert. Die Blattstiele sind 10 bis 50 Zentimeter lang, auf der Oberseite gerillt und auf der Unterseite kanneliert. Die dicken und fleischigen bis ledrigen, dunkelgrünen bis gelbgrünlichen Blattspreiten sind bei einer Breite von bis zu 40 Zentimetern etwa verkehrt-herzförmig oder nierenförmig, mit einer glänzenden Oberfläche. Die Blattunterseite ist heller und gleichmäßig behaart. Die Blattränder sind ganzrandig und die Blattadern treten auf der Unterseite hervor.

### Generative Merkmale
Die Blütezeit reicht auf den Chathaminseln von September bis November. Die Blütenstände sind schirmförmige Zymen mit holzigem Grund und kleinen Stammblättern. Die Blütenstände sind 10 bis 20 Zentimeter im Durchmesser. Die Blütenstiele sind 10 bis 15 Millimeter lang.
Die zwittrigen Blüten sind radiärsymmetrisch und fünfzählig mit doppelter Blütenhülle. Die fünf behaarten Kelchblätter sind bei einer Länge von 2,0 bis 2,5 Millimetern sowie einer Breite von 1,8 bis 4,5 Millimetern elliptisch mit stumpfem oberen Ende und ganzrandig. Die Blütenkrone ist 12 bis 15 Millimeter im Durchmesser, dunkel- bis hellblau, mit der Zeit oft Lila verfärbt und gelegentlich weiß. Die Blütenkronblätter sind blau und violett oder purpurfarben. Die fünf überlappenden Kronblätter sind 4,0 bis 4,5 Millimeter × 5,0 bis 6,0 Millimeter, rund und flach. Die Kronröhre ist 2 Millimeter lang, die "Kehle" teilweise verdeckt durch fünf fleischige Auswüchse. Die Staubblätter sind 0,5 Millimeter lang, in der Nähe der "Kehle" mit den 1,0 bis 1,2 Millimeter langen Staubbeuteln verwachsen. Der Fruchtknoten ist vierlappig, 0,7 bis 1,0 Millimeter lang mit oberständiger Narbe.
Die Nüsschen weisen einen Durchmesser von 10 bis 15 Millimetern auf, sind braun bis schwarz und geflügelt. Der Samen ist bei einer Länge von 7,5 bis 9,0 Millimetern eiförmig.
Die Chromosomenzahl beträgt 2n = 40 bis 42.
Es gibt auch einen weißblütigen Cultivar ‘Alba’.

## Vorkommen
Myosotidium hortensia ist ein Endemit der nur auf den Chathaminseln vorkommt. Es gibt Fundorte auf Chatham (Rekohu), Pitt, South East, Mangere und den meisten der kleinen bis kleinsten Inseln und auf einigen Felsen im Meer.

## Systematik
Die Erstbeschreibung erfolgte 1846 durch Joseph Decaisne als Myosotis hortensia. 1859 stellte William Jackson Hooker die Gattung Myosotidium auf und beschrieb mit Myosotidium nobile eine Art, die heute als Synonym gilt. 1890 schließlich stellte Henri Ernest Baillon die erstbeschriebene Art Myosotis hortensia als Myosotidium hortensia in die Gattung.
Die Herkunft dieser Art ist unsicher, aber man nimmt an, dass die Vorfahren vom amerikanischen Kontinent kommen. Die nächsten Verwandten sind vermutlich die Arten der Gattung Selkirkia in Südamerika, sowie die nordamerikanische Gattung Mimophytum.